# Amanda Plummer
Pour les articles homonymes, voir Plummer.
Amanda Plummer, née le 23 mars 1957 à New York, État de New York (États-Unis) est une actrice américano-canadienne.

## Biographie
Elle est la fille de l'acteur canadien Christopher Plummer et de l'actrice Tammy Grimes. Elle s'est fait connaître avec les films The Fisher King : Le Roi pêcheur de Terry Gilliam (1991) et Pulp Fiction de Quentin Tarantino (1994).

## Filmographie

### Cinéma
- 1981 : Winchester et Jupons courts (Bil Doolin, le hors la loi), (Cattle Annie and Little Britches) de Lamont Johnson :  Annie
- 1982 : Le Monde selon Garp (The World According to Garp), de George Roy Hill
- 1983 : Daniel, de Sidney Lumet
- 1984 : L'Hôtel New Hampshire (The Hotel New Hampshire), de Tony Richardson
- 1985 : Static (en), de Mark Romanek
- 1987 : Courtship, d'Howard Cummings
- 1987 : Riders to the Sea, de Ronan O'Leary
- 1987 : Bienvenue au Paradis (Made in Heaven) d'Alan Rudolph : Wiley Foxx
- 1989 : Prisoners of Inertia, de Jeffrey Noyes Scher
- 1989 : The Story of the Dancing Frog, de Michael Sporn (court-métrage) (voix)
- 1990 : Joe contre le volcan (Joe Versus the Volcano), de John Patrick Shanley
- 1991 : The Fisher King : Le Roi pêcheur (The Fisher King), de Terry Gilliam
- 1992 : The Lounge People, de Frank Popper et Bradd Saunders
- 1992 : Freejack, de Geoff Murphy
- 1993 : Phone, de Tim Pope (court-métrage)
- 1993 : Quand Harriet découpe Charlie ! (So I Married an Axe Murderer), de Thomas Schlamme
- 1993 : Le Bazaar de l'épouvante (Needful Things), de Fraser Clarke Heston
- 1994 : Pulp Fiction, de Quentin Tarantino : Yollanda (Honey bunny)
- 1994 : Nostradamus, de Roger Christian
- 1994 : Pax, d'Eduardo Guedes
- 1995 : Décompte infernal (The Final Cut), de Roger Christian
- 1995 : Butterfly Kiss, de Michael Winterbottom
- 1995 : The Prophecy, de Gregory Widen
- 1995 : Drunks, de Peter Cohn
- 1996 : Freeway, de Matthew Bright
- 1996 : The Vampyre Wars, de Hugh Parks
- 1996 : Dead Girl, d'Adam Coleman Howard
- 1997 : Hercule (Hercules), de Ron Clements et John Musker voix originale de Clothos La Moire
- 1997 : La Guerre des fées (A Simple Wish), de Michael Ritchie
- 1997 : American Perfekt de Paul Chart
- 1998 : You Can Thank Me Later, de Shimon Dotan
- 1998 : Hysteria, de Rene Daalder
- 1998 : I Love L.A. (L.A. Without a Map), de Mika Kaurismäki
- 1998 : October 22 (en), de Richard Schenkman
- 1999 : 8 femmes ½ (8 ½ Women), de Peter Greenaway
- 2000 : The Million Dollar Hotel, de Wim Wenders
- 2000 : Sept jours à vivre (Seven Days to Live), de Sebastian Niemann
- 2002 : The Gray in Between, de Josh Rofé
- 2002 : Ilaria Alpi - Il più crudele dei giorni, de Ferdinando Vicentini Orgnani
- 2002 : The Last Angel, d'Erika Ökvist (court-métrage)
- 2002 : Triggermen, de John Bradshaw
- 2002 : Ken Park, de Larry Clark et Edward Lachman
- 2003 : Ma vie sans moi (My Life Without Me), d'Isabel Coixet
- 2003 : Mimic : Sentinel, de J.T. Petty (vidéo)
- 2004 : Au service de Satan (Satan's Little Helper), de Jeff Lieberman
- 2004 : Proies fragiles (Weak), de David Platt
- 2005 : Tma, de Vladimír Michálek
- 2006 :  Occupation, de Sergio Mimica-Gezzan
- 2006 : Precipice, de Sergio Mimica-Gezzan
- 2006 : Exodus: Part 1 de Félix Enríquez Alcalá
- 2008 : Affinity de Tim Fywell : Miss Ridley
- 2011 : Vampire de Shunji Iwai :
- 2013 : Hunger Games : L'Embrasement, de Francis Lawrence : Wiress ("Tics")
- 2022 : Showing Up de Kelly Reichardt : Dorothy

### Télévision
- 1982 : The Unforgivable Secret, d'Alexander Grasshoff (TV)
- 1984 : Les Poupées de l'espoir (The Dollmaker), de Daniel Petrie (TV)
- 1987 : Clair de lune (Moonlighting), de Glenn Gordon Caron (série télévisée), Episode :
  - Tournez à gauche avant l'autel (Take a Left at the Altar)
- 1988 : Equalizer (The Equalizer), de Michael Sloan (série télévisée) Episode :
  - A Dance on the Dark Side
- 1989 : True Blue, de William A. Graham et George Mendeluk (TV)
- 1989 : Deux Flics à Miami (Miami Vice), d'Anthony Yerkovich (série télévisée)
- 1989 : Les Contes de la crypte (Tales from the Crypt) (série télévisée), Episode :
  - L'Amour parfait (Lover Come Hack to Me), de Tom Holland
- 1990 : Kojak: None So Blind, d'Alan Metzger (TV)
- 1990 : Gryphon, de Mark Cullingham (TV)
- 1990 : La Loi de Los Angeles (L.A. Law), de Steven Bochco et Terry Louise Fisher (série télévisée), Episodes :
  - La Cour des miracles (America the Beautiful), de Max Tash
  - Musique de chambre (Urine Trouble Now), de Rob Thompson
  - Un python gourmand (Consumed Innocent), de Win Phelps
  - Le Match de l’année (The Unsterile Cuckoo), de Rob Thompson
  - Un Père Noël à la cour (Placenta Claus Is Coming to Town), de Rob Thompson
  - Le Troisième Sexe (Outward Bound), d'Edwin Sherin (en)
- 1991 : La Chambre secrète (The Hidden Room) (série télévisée), Episode :
  - A Type of Love Story
- 1992 : Miss Rose White, de Joseph Sargent (TV)
- 1992 : Les Routes de la liberté (The Sands of Time), de Gary Nelson (TV)
- 1993 : Last Light (en), de Kiefer Sutherland (TV)
- 1993 : Pour l'amour de Jessica (Whose Child Is This? The War for Baby Jessica), de John Kent Harrison (TV)
- 1995 : Under the Piano, de Stefan Scaini (TV)
- 1996 : The Right to Remain Silent, d'Hubert C. de la Bouillerie (de) (TV)
- 1996 : Duckman: Private Dick/Family Man, d'Everett Peck (série télévisée) (voix)
- 1996 : The Road to Dendron, de Peter Shin
- 1996 : Don't Look Back, de Geoff Murphy (TV)
- 1996 : Dark Skies : L'Impossible Vérité (Dark Skies), de Bryce Zabel (série télévisée)
  - Le réveil (The Awakening), de Tobe Hooper
- 1996 : Au-delà du réel : l'aventure continue (The Outer Limits) (série télévisée) : Dr Teresa Givens (Épisode 2.01 : Un saut dans le temps).
- 1998 : Stories from My Childhood (série télévisée) (voix)
- 1998 : Twelve Months & The Snow Girl, d'Ivan Ivanov-Vano
- 1999 : The Apartment Complex, de Tobe Hooper (TV)
- 2000 : Au-delà du réel : l'aventure continue (The Outer Limits) (série télévisée) : Dr Teresa Givens (Épisodes 6.21 et 6.22 : L'ultime appel, parties 1 et 2).
- 2002 : Opération Walker (Get a Clue), de Maggie Greenwald (TV)
- 2002 : For the People (série télévisée)
- 2002 : Shadow Realm, de Keith Gordon, Tobe Hooper, Paul Shapiro et Ian Toynton (TV)
- 2002 : Les Nuits de l'étrange (Night Visions), de Dan Angel et Billy Brown (série télévisée), Episode :
  - The Maze
- 2004 : New York, unité spéciale (Law & Order: Special Victims Unit) : Miranda Cole (saison 6, épisode 9)
- 2006 : Battlestar Galactica, de Ronald D. Moore (série télévisée)
- 2014 : Hannibal , Katherine Pims (série T.V , épisode : Takiawase)
- 2015 : Blacklist de Jon Bokenkamp (série télévisée), saison 2 épisode 13
- 2020 : Ratched : Louise
- 2023 : Star Trek: Picard (série télévisée) : Capitaine Vadick (Saison 3)